# Cyathea schlimii
Cyathea schlimii är en ormbunkeart som först beskrevs av Oskar Kuhn, och fick sitt nu gällande namn av Karel Domin. Cyathea schlimii ingår i släktet Cyathea och familjen Cyatheaceae. Inga underarter finns listade.